# بيز فادريت
بيز فادريت (بالإنجليزية: Piz Vadret)‏ هو أحد جبال سلسلة جبال الألب ألبولا ويقع في كانتون غراوبوندن في سويسرا. يحتل المرتبة رقم 123 في قائمة جبال سويسرا من حيث الارتفاع، إذ يبلغ ارتفاعه حوالي 3229 متر، بينما يبلغ ارتفاع نتوء الجبل 660 متر، هذا وقد سجل أول وصول لقمة الجبل عام 1867.